# 360° zpětná vazba
360° zpětná vazba, 360stupňová zpětná vazba, známá také jako 360-feedback nebo 360-degree feedback je metoda anonymního hodnocení pracovního výkonu jednotlivce, pomocí dotazníkového šetření. Šetření probíhá s využitím zaměstnanců uvnitř firmy tak, že každý hodnocený je hodnocen jak svými kolegy, tak podřízenými a nadřízenými. Zároveň hodnotí sám sebe, čímž vznikne ucelený soubor hodnocení osoby včetně sebehodnocení. Nejen hodnocený má tak možnost porovnat své hodnocení s tím, jak jej vidí ostatní. Získá tak cennou zpětnou vazbu.

## Výsledky
Výsledky šetření 360stupňové zpětné vazby jsou zpracovávány anonymně, a jsou předány hodnocené osobě, případně nadřízeným této osoby. Je to jedna z oblíbených metod hodnocení zaměstnanců.

## Historie
Jeden z prvních zaznamenaných použití průzkumů zaměstnanců touto metodou proběhl v roce 1950 v Esso Research and Engineering Company (Bracken, Dalton, Jako, McCauley, & Pollman, 1997). Od té doby se myšlenka 360 zpětné vazby začala rozšiřovat, ale masovému využití bránil problém s komplikovaným zpracováním velkého množství dat. Shromažďování a porovnávání dat vyžadovalo velké úsilí a celý proces šetření a vyhodnocení byl velmi časově i výpočetně náročný.
Hodnocení pomocí metody 360° zpětná vazba má stále větší popularitu, zejména díky využití internetu k provádění on-line průzkumů (Atkins & Wood, 2002). Současné studie naznačují, že více než třetina firem v USA používá nějaký druh více zdrojové zpětné vazby (Bracken, Timmereck, & Church, 2001). Někteří dokonce tvrdí, že tento odhad je blíže k 90% všech firem Fortune 500 (Edwards a Ewen, 1996).